# Odorrana morafkai
Odorrana morafkai är en groddjursart som först beskrevs av Bain, Lathrop, Murphy, Orlov och Ho 2003.  Odorrana morafkai ingår i släktet Odorrana och familjen egentliga grodor. IUCN kategoriserar arten globalt som livskraftig. Inga underarter finns listade i Catalogue of Life.